# مگاکورپوریشن

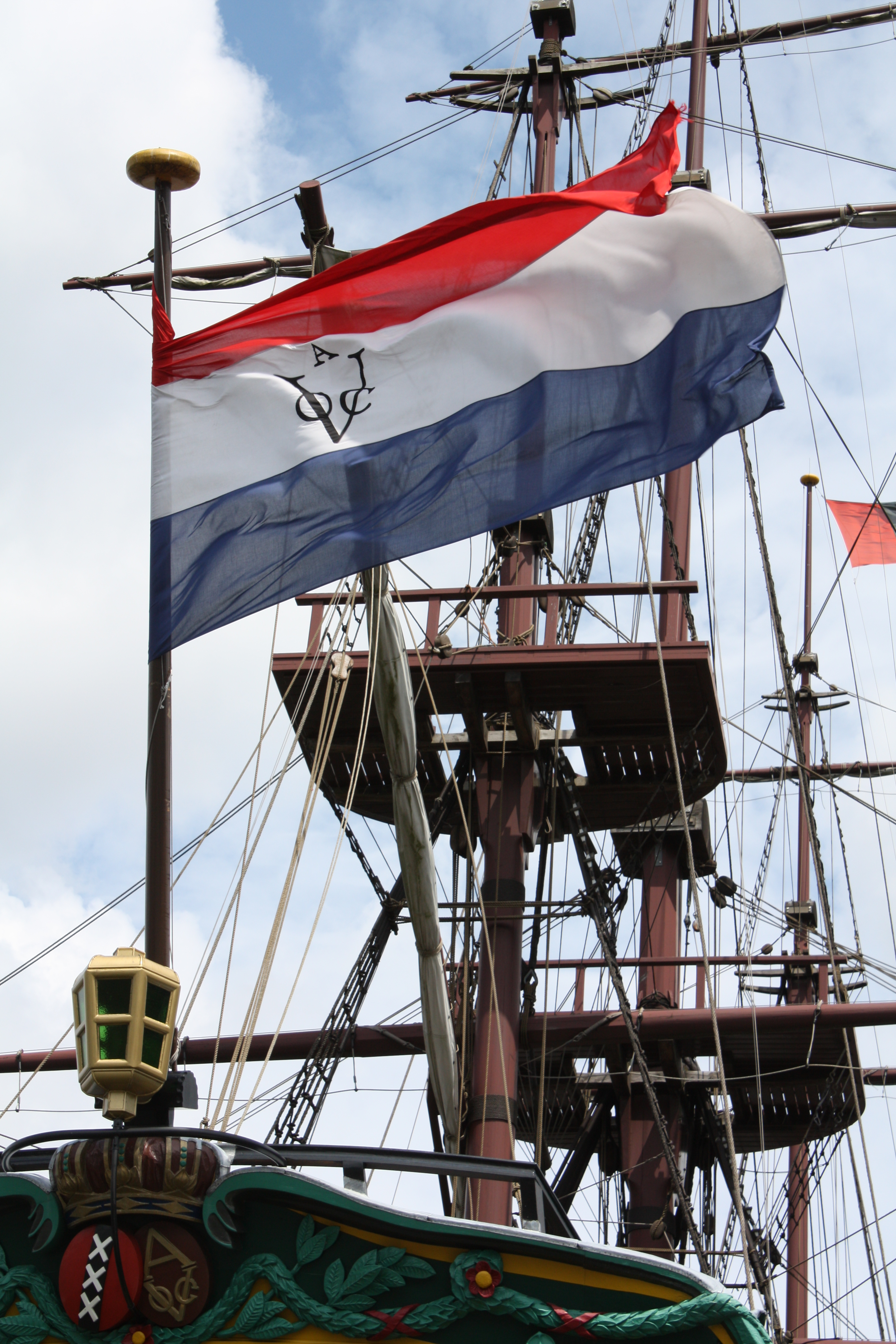
بازسازی کشتی از کلاس هند شرقی متعلق به شرکت کمپانی هند شرقی هلند اغلب به عنوان اولین شرکت حقیقی چندملیت یا فراملیت شناخته می‌شود که پیشگام مدل شرکت جهانی بود. و یک نمونه تاریخی شرکت-دولت فرا قاره. ازچندنظر اولین ابرشرکت تاریخ بود. همین‌طور شرکت کشتیرانی خالص یا تجاری نبود شرکت خوشه ای ابتدایی بود.

مگا کورپوریشن (انگلیسی: Mega-corporation) یا ابر شرکت واژه‌ای است مشتق از ابر به‌اضافهٔ شرکت که توسط ویلیام گیبسون مشهور شد. این اصطلاح در ژانر ادبی سایبرپانک بسیار استفاده می‌شود، برای اشاره به یک شرکت (معمولاً خیالی) که یک شرکت خوشه‌ای عظیم (معمولا خصوصی) است، و تقریباً چند بازار را به شکل انحصاری کنترل می‌کند (هر دو انحصار عمودی و افقی) به کار می‌رود. ابرشرکت‌ها به قدری قدرت دارند که قانون را در نظر نمی‌گیرند، شرکت نیروی مسلح شخصی (اغلب به اندازهٔ یک ارتش) برای خود را دارند، نیروی پلیس خصوصی-شرکت را کنترل می‌کنند، «حاکمیت» سرزمین دارند، و حتی دقیقاً به شکل دولت عمل می‌کنند. اینها معمولاً کنترل زیادی روی نفرات کارکنان خود دارند و ایدهٔ «فرهنگ شرکت» را به شکل افراطی می‌بینند. پیش از ظهور ژانر علمی تخیلی سایبرپانک هم این گونه سازمان‌ها در آثار و کارهای بسیاری نظیر متروپولیس (۱۹۲۷)، آیا اندرویدها خواب گوسفند برقی می‌بینند؟ (۱۹۶۸) و شهروند کهکشان حضور داشته‌اند. در بازی علمی تخیلی نقش آفرینی ۱۹۷۷ به نام مسافر نیز این واژه قبل از گیبسون استفاده شده‌است.

## نمونه‌ها در دنیای واقعی
چرترد کو\ریشن یک تعداد شرکت در دنیای واقعی مثلاً دورهٔ استعمار، اگرچه لغت مگاکورپوریشن برخواسته از زایباتسو و  علمی تخیلی است، به وضعیت ابرشرکت از چند نظر رسیدند یا نزدیک شدند. شرکت خصوصی کمپانی هند شرقی هلند برای نمونه ۴۰ کشتی جنگی با ۱۰٬۰۰۰ سرباز شخصی داشت، تا امپراتوری ادویه دور از دسترسش را تحت نظر بگیرد، همین‌طور کمپانی هند شرق امپراتوری استعمار بزرگ را کنترل می‌کرد و ارتش ۳۰۰٬۰۰۰ نفری در قرن ۱۹ داشت، تا وقتی که منحل شد و سرزمینهایش داخل امپراتوری بریتانیا درآمیخت. هادسونز بی کمپانی یک زمان بزرگترین مالک زمین دنیا بود، انحصار فرمان قانون وتجارت زمینهایش به نام سرزمین روپرت را داشت که شامل ۱۵٪ حجم خاک آمریکای شمالی بود.
امروز بسیاری کشورها قانون رقابت دارند (یا به نام قوانین ضد اعتماد) تا شرکت‌های دنیای واقعی را از رسیدن به خصوصیت ابرشرکت بازدارد. اگرچه یک تعداد کشورها از یک صنعت که مهم شمرده می‌شود با اجبار به فعالیت تنها یک شرکت معمولاً دولتی محافظت می‌کنند؛ مثلاً عربستان سعودی بیشتر درآمد دولت را از ابرشرکت سعودی آرامکو بدست می‌آورد.